# Sigmathyris scriptipennaria
Sigmathyris scriptipennaria är en fjärilsart som beskrevs av Walker 1860. Sigmathyris scriptipennaria ingår i släktet Sigmathyris och familjen mätare. Inga underarter finns listade i Catalogue of Life.